# Cleroptila
Cleroptila is een geslacht van vlinders van de familie grasmineermotten (Elachistidae).

## Soorten
- C. chelonitis Meyrick, 1914